# Maruina pilosella
Maruina pilosella és una espècie d'insecte dípter pertanyent a la família dels psicòdids que es troba a Sud-amèrica: el Brasil (São Paulo) i l'Argentina (Tucumán).